# Eving (dzielnica)
Eving, Dortmund-Eving – dzielnica miasta Dortmund w Niemczech, w kraju związkowym Nadrenia Północna-Westfalia, w okręgu administracyjnym Eving.